# Industrializare

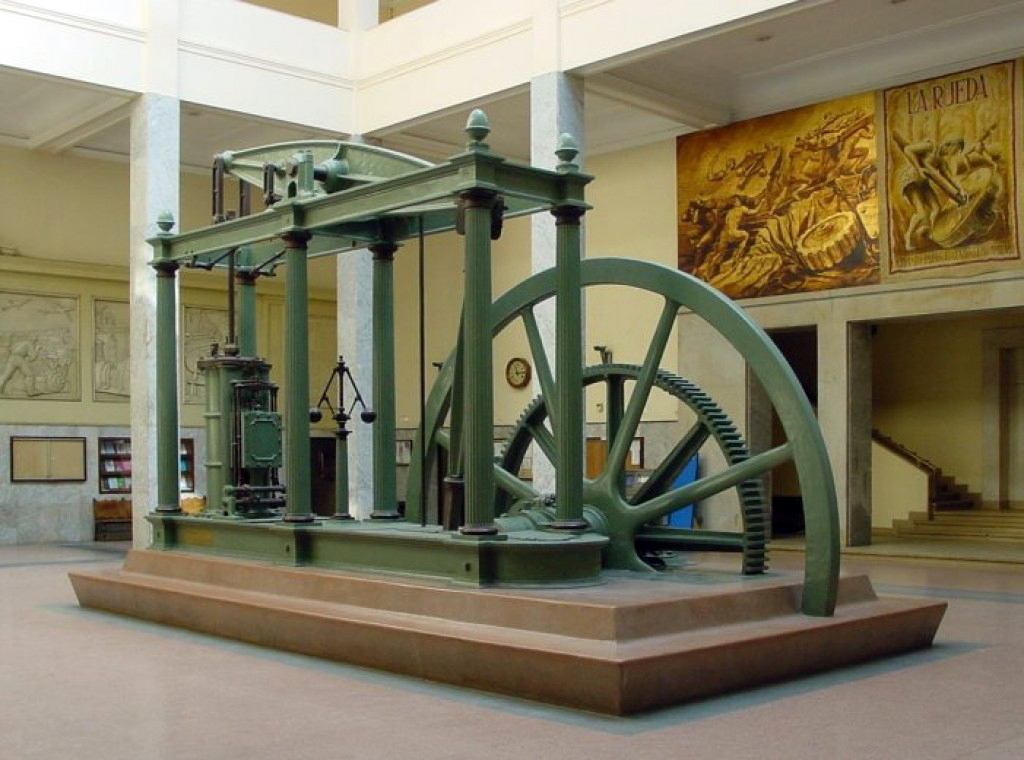
Mașina cu abur a lui Watt, de la care propriu-zis a început Revoluția industrială

Industrializarea este o perioadă de schimbări sociale și economice care transformă o societate agrară într-una industrială. Aceasta este o parte a unui proces mai larg de modernizare, în care schimbarea socială și dezvoltarea economică sunt strâns legate de inovația tehnologică, în special cu dezvoltarea producției de energie și metalurgie, la scară largă. De asemenea, industrializarea constituie organizarea extensivă a unei economii în scopul de fabricație. Industrializarea introduce, de asemenea, o formă de schimbare filozofică în care oamenii capătă o atitudine diferită față de percepția lor asupra naturii, și un proces sociologic de raționalizare omniprezent.
Există o literatură considerabilă cu privire la factorii care facilitează modernizarea industrială și dezvoltarea întreprinderilor. Factorii pozitivi cheie identificați de cercetători au variat în dependență de mediile politico-juridice favorabile pentru industrie și comerț, prin resurse naturale abundente în diferite tipuri: aprovizionarea relativ abundentă a produselor ieftine, forței de muncă calificate și adaptabile.
Prima țară industrializată a fost Regatul Unit, în timpul Revoluției Industriale, care a început în secolul al XVIII-lea. În prezent Asia de Est a devenit unul dintre centrele cele mai recent industrializate din lume.

## Legături externe
- „Industrializare” la DEX online